# 2019-es hongkongi tüntetések
A 2019-es hongkongi tüntetések közvetlen kiváltó oka a 2019-es hongkongi kiadatási törvény módosítási javaslata volt. Ha törvénybe iktatták volna, a helyi hatóságoknak joga lett volna feltartóztatni és kiadatni olyan személyeket, akiket olyan területeken köröznek, amelyekkel Hongkongnak nincs közvetlen kiadatási egyezménye, beleértve Tajvant és a szárazföldi Kínát. Ez aggodalmat váltott ki, mi szerint a törvény a hongkongi lakosokat, illetve a városba látogatókat közvetlenül kínai jogi fennhatóság alá helyezné, ami ellentétes az egy ország – két rendszer elvvel és aláássa a polgári szabadságjogokat. A tüntetések során a tüntetők öt fő követeléssel álltak elő, melyek közé tartozott a törvény visszavonása, a hongkongi rendőrség állítólagos túlkapásainak és brutalitásának kivizsgálása, a letartóztatott tüntetők szabadon engedése, a tüntetések „zavargásnak” minősítésének visszavonása, Carrie Lam főminiszter lemondása és a hongkongi törvényhozás tagjainak, valamint  főminiszternek közvetlen szavazással történő megválasztása.
A június 9-i tüntetésen mintegy egymillió ember vonult az utcákra a törvényjavaslat visszavonását követelve. Ez azonban nem járt eredménnyel, így a tüntetők június 12-én a törvényhozás épülete előtt gyülekezve próbálták meg megakadályozni a törvényjavaslat második olvasását. A tüntetés erőszakba torkolt, amikor a rendőrség könnygázt és gumilövedékeket is bevetett. Június 16-án, a javaslat felfüggesztését követően újra utcára vonultak, ezúttal a korábbi rendőri túlkapások ellen tüntettek. A tüntetések fordulópontja július 1-jén következett be, amikor a tüntetők egy csoportja betört a törvényhozás épületébe. A nyár folyamán a tüntetések folytatódtak, egyre erőszakosabbá váltak, a tüntetők, a rendőrség és a civilek konfrontálódtak, különösen miután állítólagos triádtagok tüntetőkre és járókelőkre támadtak július 21-én, ami ellen a tüntetők szerint a rendőrség nem tett semmit. Október elsején, a kínaiak nemzeti ünnepén újabb nagyszabású tüntetések zajlottak, ekkor egy 18 éves tüntetőt lelőttek.
Lam június 15-én felfüggesztette a kiadatási törvény tárgyalását, július 9-én pedig „halottnak” nyilvánította a javaslatot, azonban egészen szeptember 4-ig nem volt hajlandó hivatalosan visszavonni a törvényjavaslatot. A tüntetések visszaszorítása érdekében a vészhelyzeti törvényre hivatkozva megtiltotta a maszkok viselését, ennek azonban nem volt visszatartó ereje, október folyamán folytatódtak a konfliktusok városszerte. A kiadatási törvényt végül október 23-án elvetették, azonban a hongkongi kormány továbbra sem volt hajlandó további engedményeket tenni a tüntetőknek.
A tüntetéseknek nincs központi vezetése, a tüntetők többféle taktikát és módszert alkalmaznak a nyomásgyakorlásra. A jelenlegi vezetés, valamint a rendőrség támogatottsága az 1997-es visszacsatolás óta nem volt ilyen alacsony a felméréseken. Kína vezetése szerint a tüntetések 1997 óta Hongkong történelmének legnagyobb krízisállapotát jelentik. A tüntetések során számos öngyilkosság történt, valamint két közvetett és egy közvetlen halálos áldozata van az eseményeknek.

## Fordítás
- Ez a szócikk részben vagy egészben  a(z)   2019 Hong Kong protests című angol Wikipédia-szócikk fordításán alapul.  Az eredeti cikk szerkesztőit annak laptörténete sorolja fel. Ez a jelzés csupán a megfogalmazás eredetét és a szerzői jogokat jelzi, nem szolgál a cikkben szereplő információk forrásmegjelöléseként.